# Ландульф Младший
Ланду́льф Мла́дший (лат. Landulfus Iunior, итал. Landolfo Iuniore), также Ланду́льф Сан-Па́ольский (лат. Landulfus de S. Paulo, итал. Landolfo di San Paolo; около 1077 — после 1137) — итальянский хронист и церковный деятель, автор «Истории Милана».

## Биография
Ландульф, именуемый «Младшим» (чтобы отличать его от другого миланского хрониста с тем же именем, называемым «Старшим» или «Миланским») родился около 1077 года в городе Милане. О его биографии известно мало и преимущественно из его собственноручной рукописи под названием «История Милана» (лат. Historia Mediolanensis) — не путать с одноимённой рукописью Ландульфа Старшего. Дата рождения известна приблизительно, поскольку он именовал себя в 1136 году «шестидесятилетним» (sexagenariae aetatis). Дядей Ландульфа был высокопоставленный миланский священник по имени Лиутпранд, сыгравший значительную роль в судьбе племянника. Лиутпранд, предки которого, по словам Арнульфа Миланского, были «рабами церкви», являлся сторонником патарии, то есть сохранения традиционных церковных привилегий и противником вмешательства в дела североитальянской церкви как Римского Папы, так и местных светских властей, что приводило к конфликтам с обоими.
Неизвестно с какого момента, но Ландульф стал настоятелем несохранившейся миланской церкви Сан-Паоло, от которой, однако, осталось название одноимённой улицы в самом центре современного города. В 1095—1096 годах он проходил обучение у священника Андреа Дальвольты (итал. Andrea Dalvolto), настоятеля церкви Санта-Текла. В 1099 году, в возрасте 22 лет, он получил четвёртый из малых церковных чинов аколита, оставаясь в этом пожалованном ему чине до самой своей смерти. После того, как пост миланского архиепископа занял Гётр Гроссолан, усилились преследования близких к Лиутпранду людей. Возможно, по этой причине в последующие годы Ландульф трижды покидал Милан и отправлялся во Францию. В 1102—1103 годах он находился в Орлеане, где проходил обучение у магистров Альфреда и Якова. В 1106—1107 годах он вновь отправился во Францию, на этот раз с двумя высокопоставленными миланскими церковными деятелями, оба из которых в будущем стали миланскими архиепископами: Ольрико да Корте (архиепископ в 1120—1126) и Ансельмо Пустерлой (архиепископ в 1126—1135). Сперва Ландульф поехал в Тур, где обучался у некоего Альфреда (возможно, у того же, у кого он ранее обучался в Орлеане), а затем — в Париж, где проходил обучение у Гильома из Шампо. В 1109—1110 годах, во время войны миланцев с Лоди, Ландульф в третий раз покидал Италию и отправлялся во Францию — на этот раз в Лан, на обучение к магистрам Ансельму и Рудольфу; в этой поездке его снова сопровождали Ансельмо Пустрела и Ольрико да Корте. То, что на этот раз отъезд был вызван политическими причинами и что на нём настаивали городские светские власти, прямо сказано в рукописи Ландульфа.
В 1111 году Ландульф высказался в поддержку вторгшегося в Италию императора Священной Римской империи Генриха V, рассматривая того как своего идейного союзника в борьбе с папством. В конце того же года Гроссолан был смещён с епископского поста, но пришедший ему на смену Иордан оказался для Ландульфа даже хуже, чем предшественник, поскольку, побуждаемый своим дядей, Ландульф отказался признавать за ним епископское звание. В 1113 году в результате внутрицерковных интриг Ландульф был лишён своей церкви Сан-Пьетро, а значительная часть его движимого имущества была конфискована для уплаты долгов. Лишившись средств к существованию, Ландульф должен был зарабатывать себе на жизнь в качестве домашнего учителя и городского писаря, безуспешно пытаясь в последующие 20 лет вернуть себе церковь. В начале 1117 года, когда в Милане произошло землетрясение и встревоженные миланцы собрались на проводившееся архиепископом Иорданом богослужение, Ландульф явился на собрание с крестом в руках, требуя возвращения своего прихода, за что подвергся оскорблениям и остракизму.
В 1120 году на смену Джордано архиепископскую кафедру занял старый друг Ландульфа Ольрико да Корте, при котором его финансовое состояние несколько улучшилось, поскольку ему была возвращена часть конфискованного движимого имущества. Однако, добиться возврата церкви Сан-Пьетро Ландульфу так и не удалось. Для решения этой проблемы он решил обратиться к императору Генриху V, для чего вошёл в 1125 году в состав миланского посольства к нему, но помощи от императора также не дождался. 
В 1126 году епископскую кафедру занял другой друг Ландульфа — Ансельмо Пустерла, который назначил его главой архиепископской капеллы и собственным секретарём и советником, но также не возвратил Ландульфу церкви Сан-Паоло. В последующие годы Ландульф оказался вовлечён в различные внутрицерковные интриги, среди которых наиболее значимым было его участие в расколе 1130 году, случившегося при избрании очередного папы. Ландульф поддерживал линию партии Ансельмо, которая выступала за признание римским папой Анаклета II, однако в результате бо́льшая часть католической церкви выступила на стороне Иннокентия II. В течение последовавших лет трения между Римом и Миланом заметно усилились, но Ландульф продолжал поддерживать своего старого друга Ансельмо. Вместе с тем, он благосклонно воспринял попытку умиротворения сторон, которую предпринял в 1135 году Гильом из Шампо. 
В конце того же 1135 года Ансельмо отправился в Рим, где был убит. Архиепископскую кафедру после его смерти занял Робальд Миланский, ярым противником которого был Ландульф. После его прихода к власти, желая поправить своё пошатнувшееся положение, Ландульф обратился в 1136 году к очередному императору Священной Римской империи — Лотарю II с очередной просьбой о возврате ему церкви Сан-Паоло, но император спустил прошение миланским городским властям, а те отказали Ландульфу в возврате церкви. Последние сведения о Ландульфе, содержащиеся в «История Милана», относятся к началу 1137 года; дальнейшая судьба его неизвестна.

## Сочинение
Ландульф Младший известен благодаря написанной им хронике «История Милана» (лат. Historia Mediolanensis), к работе над которой он приступил в августе-октябре 1136 года, посвятив её своему дяде Лиутпранду. История эта охватывает события примерно четырёх десятилетий, начиная изложение с избрания в 1097 году на пост архиепископа Милана Ансельма Бовизского и заканчивая началом деятельности на этом посту в 1136 году Робальда Миланского. Сочинение Ландульфа написано на латыни, но его язык и стилистика гораздо хуже, чем можно было бы ожидать от человека, получившего столь блестящее образование. В то же время, текст её изобилует риторическими оборотами, а в характеристики исторических персонажей включаются красочные речи, по большей части автором выдуманные. В своей хронике Ландульф касается многих событий церковной и светской жизни Милана, перемежая их с обстоятельствами своей собственной судьбы, при этом, местами он касается событий и в остальной Италии. Поскольку Ландульф был активным участником описываемых событий, было бы странно ожидать от него беспристрастности — и действительно он оценивает описываемых персонажей и события, исходя из собственного их понимания. Вместе с тем, хроника Ландульфа остаётся важным документом жизни Милана конца XI — начала XII веков.
«История Милана» Ландульфа Младшего была хорошо известна североитальянским авторам в XIII и XIV веках, она упоминается и цитируется во многих сочинениях той эпохи. Вместе с тем, известна лишь одна пергаментная рукопись сочинения Ландульфа, причём довольно поздняя, датируемая серединой XV века, которая принадлежала в 1574 году некому «Франческо Кастелли, ординарию святой Миланской церкви», а позже хранилась в библиотеке Миланского кафедрального капитула. В этой рукописной книге, оригинал которой хранится сегодня в Амброзианской библиотеке в Милане, сочинение Ландульфа Младшего соединено с аналогичными по тематике сочинениями других авторов: Арнульфа Миланского, Ариальда и Ландульфа Старшего. По этой причине в течение длительного времени все собранные в данном томе сочинения ошибочно приписывались Ландульфу Младшему. Сочинение Ландульфа в Амброзианской рукописи озаглавлено с лат. — «Книга по истории города Милана [за авторством] Ландульфа Сан-Паольского» (Liber hystoriarum Mediolanensis urbis Landulfi de S. Paulo), а средневековые авторы называли её обычно с лат. — ««Копией Ландульфа»» (Copia Landulfi). В последующие века сочинение Ландульфа было забыто, и вторично открыто в XVI веке — существует несколько её списков XVI и XVII веков, все они, видимо, были сняты с Амброзианской рукописи. 
Первое типографское издание сочинения Ландульфа Младшего было осуществлено в 1724 году в Милане Лудовико Антонио Муратори, включившим его в V том свода «Историописателей Италии», а первое комментированное научное издание увидело свет в 1868 году в Ганновере в XX томе MGH, под редакцией немецких историков Людвига Бетманна и Филиппа Яффе.

## Русские переводы
- Ландульф Млаший. Миланская история / Пер. И. В. Дьяконова // Хроники Италии. — М.: Русская панорама, 2020. — С. 232-286. — (MEDIÆVALIA: средневековые литературные памятники и источники). — ISBN 978-5-93165-439-3.